# Ordre de l'Économie nationale
L’ordre de l'Économie nationale est créé par le décret no 54-1 en date du 6 janvier 1954 en France, régi en dernier lieu par les décrets des 22 juin 1956 et 7 juin 1961.

## Histoire
L'ordre de l'Économie nationale est créé par le ministère des Finances le 6 janvier 1954 à la suite du décret no 54-1. Il a pour but de récompenser les personnes qui se sont distinguées dans les services rendus à l'économie nationale ou internationale.
Le 11 juillet 1955, le décret no 55-958 modifie et complète le décret de création.
Le 22 juin 1956, le décret no 56-622 abroge en intégralité le décret précédent et modifie l'article 9 du décret de création.
À la suite du décret no 63-1196 du 3 décembre 1963 portant création de l'ordre national du Mérite, l'ordre de l'Économie nationale est dissous ; cependant les titulaires de l'ordre continuent à jouir des prérogatives qui y sont attachées.

## Nomination
Pour pouvoir être reçu dans l'ordre de l'Économie nationale, il faut être âgé de trente-cinq ans, jouir de ses droits civiques et justifier de douze ans de services rendus à l'économie nationale ou internationale.
Les étrangers peuvent également être admis dans l'ordre de l'Économie nationale s'ils ont rendu les mêmes services que les citoyens français.

## Conseil de l'ordre
Le conseil de l'ordre est composé du ministre des affaires économiques et financières assisté du secrétaire d'État aux affaires économiques, un représentant du conseil de la Légion d'honneur, le président de la commission des affaires économiques de l'Assemblée nationale, le président de la commission des affaires économiques du Conseil de la République, le commissaire général à la productivité, le directeur général des prix et des enquêtes économiques, le directeur général de l'institut national de la statistique et des études économiques, le directeur de la coordination économique et des entreprises nationales, le directeur des relations économiques extérieures, le chef de service de l'administration générale, le chef du service de l'inspection générale, neuf personnalités désignées pour dix ans par le secrétaire d'État aux affaires économiques, un chancelier et vice-chancelier qui assurent la chancellerie de l'ordre.

## Apparence
L'insigne de l'ordre de l'Économie nationale est une étoile double face à cinq branches comportant chacune deux pointes séparées par une fente médiane. Chacune des branches est émaillée de blanc. Entre chacune des branches figure la pointe d'une étoile émaillée d'or. Le motif central de l'étoile comporte une figure allégorique de l'Économie nationale, couronnée d'épis et entourée d'un cercle de boulons. L'étoile est suspendue au ruban par une bélière supportée par une roue dentée à cames.
L'insigne des chevaliers fait 40 mm de diamètre en argent et est suspendu à un ruban de safran de 32 mm de largeur. Celui d'officier fait 40 mm de diamètre en vermeil et est suspendu à un ruban de safran avec une rosette de 32 mm de largeur. L'insigne de commandeur fait 55 mm de diamètre en vermeil et est suspendu à une cravate de safran.

## Grades

Rubans
Chevalier
Officier
Commandeur

Insignes
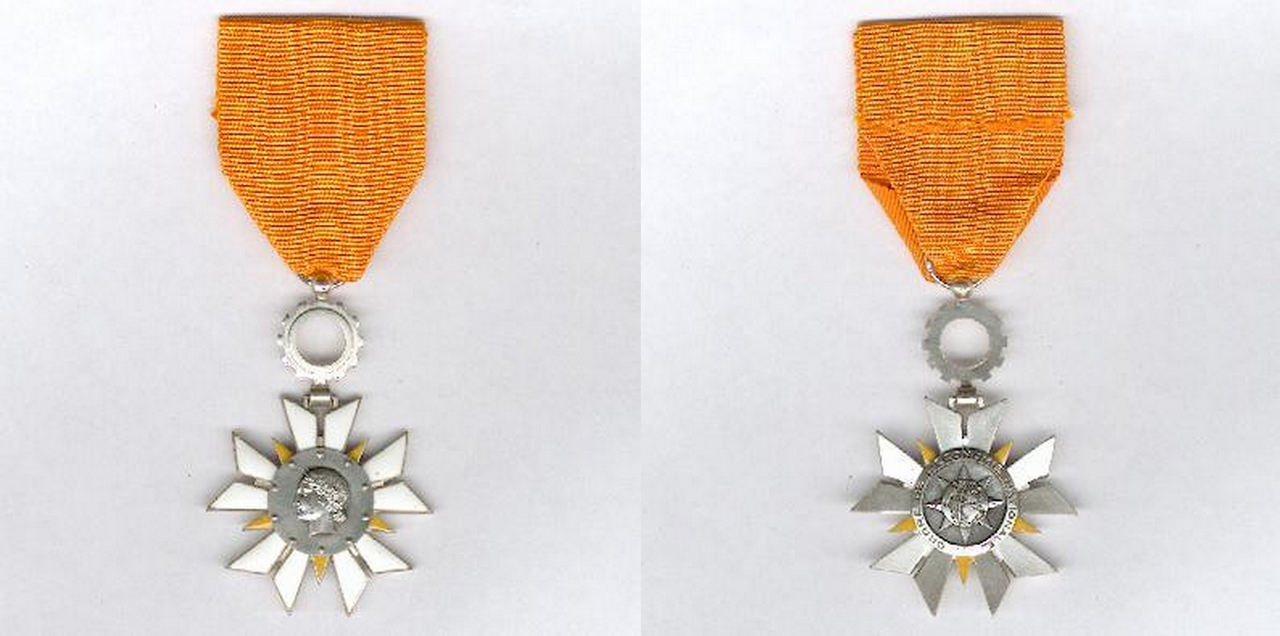
Chevalier
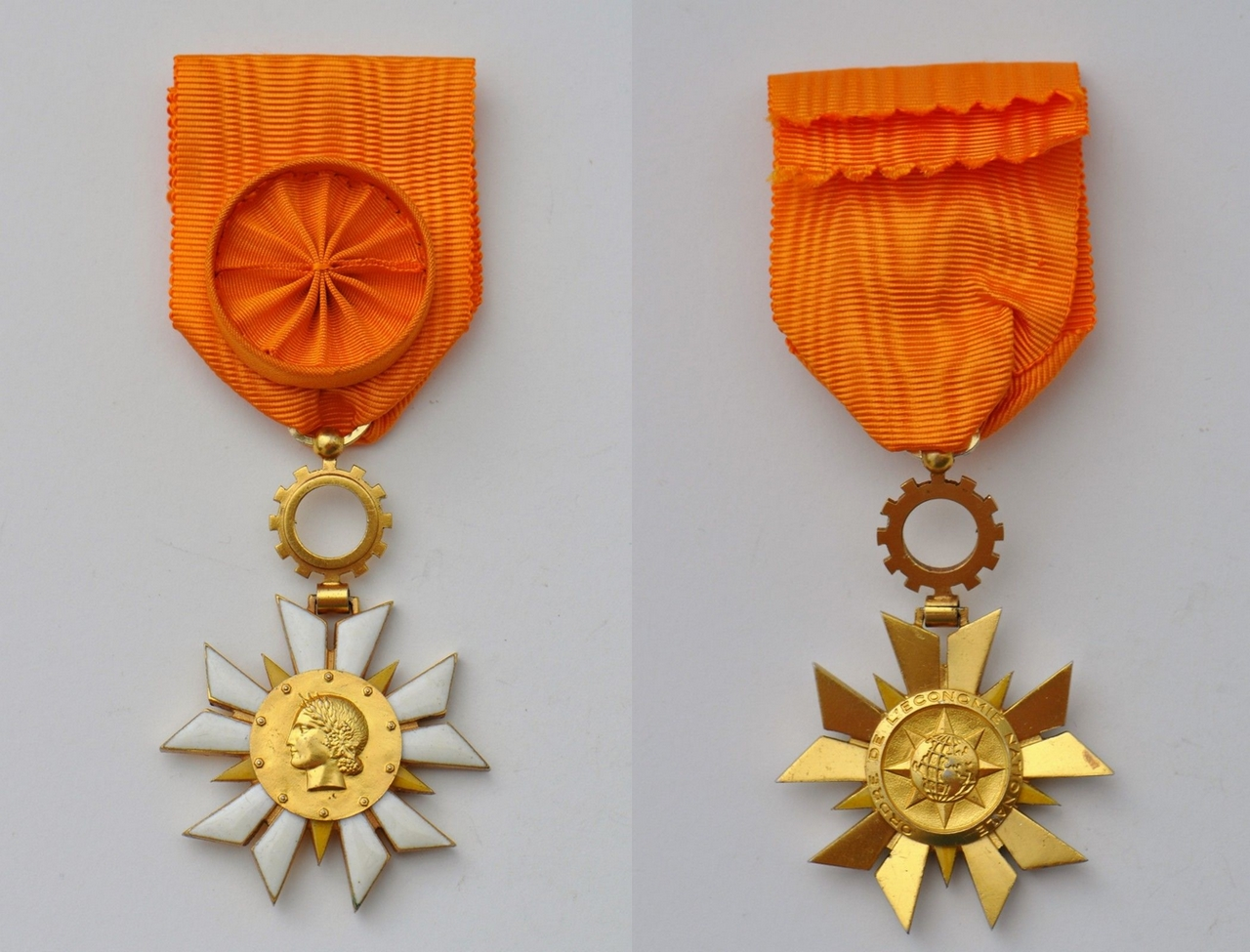
Officier
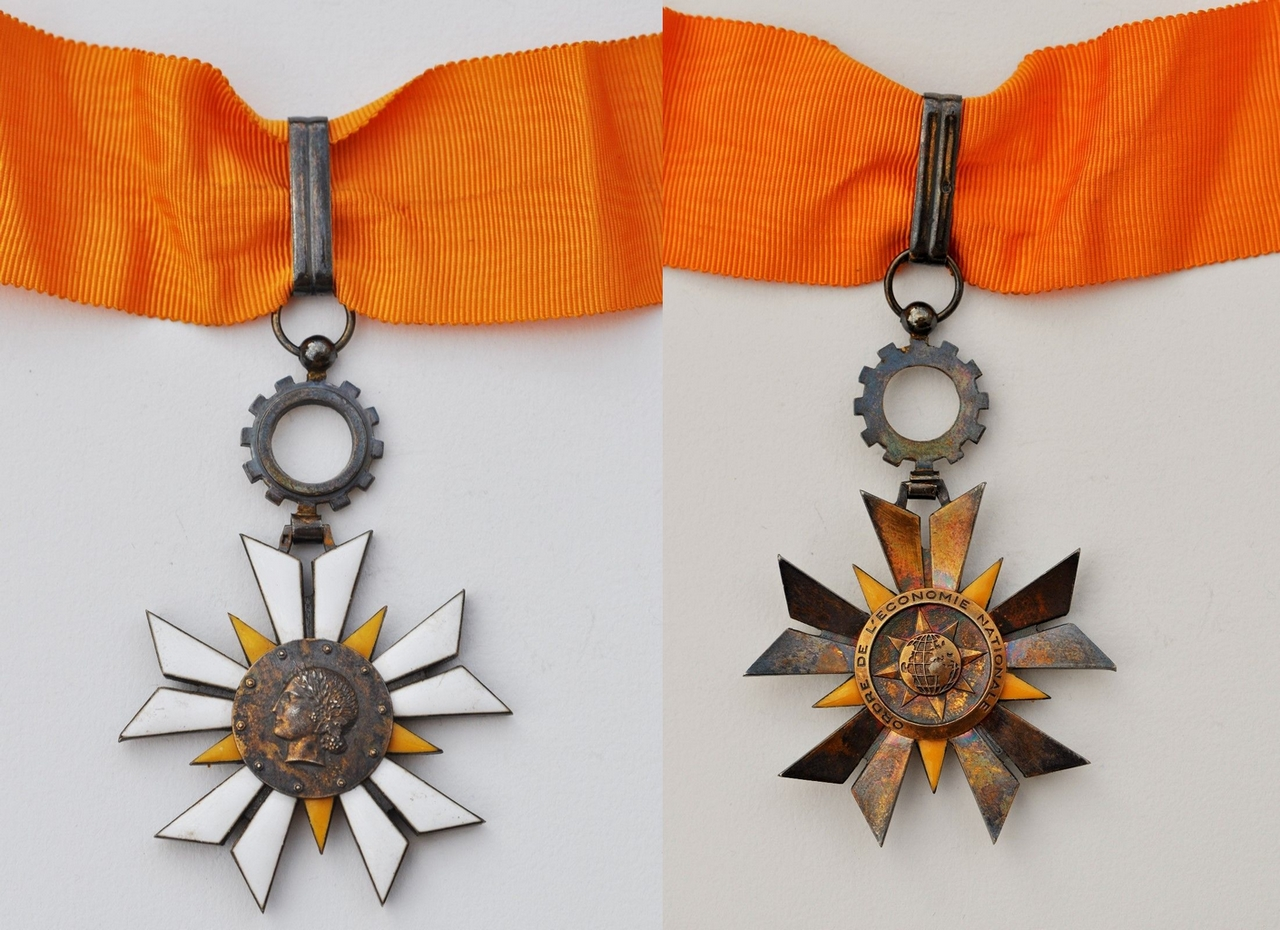
Commandeur